# 桂木梨江
桂木 梨江（かつらぎ りえ、1955年2月16日 - ）は、日本の女優。東京都出身。オフィス桂木所属。過去にはよしもとクリエイティブ・エージェンシーに所属した。

## 人物・略歴
特技は茶道、乗馬。
日本大学芸術学部演劇学科演技コース在学中に、映画『信天翁』（監督青山定司、1975年）、『祭りの準備』（監督黒木和雄、同年）でデビュー。『祭りの準備』における演技で注目され、第18回ブルーリボン賞新人賞、第49回キネマ旬報ベスト・テン助演女優賞にノミネートされる。以後、舞台・テレビで幅広く活躍。
声優としても、NHKラジオドラマ・FMシアターに出演している。さらにモデルとして日本航空国際版カレンダーや雑誌「明日の友」「婦人の友」のグラビアを務める。

## 出演

### 映画
- 信天翁（1975年） - ユリ ※デビュー作
- 祭りの準備（1975年） - 中島タマミ
- 千の風になって（2003年） - 松山文子

### テレビドラマ
- スーパーロボット マッハバロン 第25話「切り札はパイルX」、第26話「マッハバロンの超秘密」（1975年、NTV） - エルザ少尉
- 土曜ドラマ / 松本清張シリーズ・愛の断層（1975年11月1日、NHK） - 銀行員
- NHK大河ドラマ （NHK）
  - 風と雲と虹と（1976年） - 娘
  - おんな太閤記（1981年） - 清原マリア
- 銀河テレビ小説 / 凍河（1976年、NHK） - 阿里葉子
- 大江戸捜査網 第243話「哀しみの子連れ唄」（1976年、12ch / 三船プロ） - おきぬ
- 太陽にほえろ! （東宝 / NTV）
  - 第201話「にわか雨」（1976年）
  - 第244話「さらば、スコッチ!」（1977年） - 磯村恵子
- Gメン'75（TBS）
  - 第62話「深夜放送ジャック」（1976年） - ユッコ
  - 第116話「エクソシスト殺人事件」（1977年） - 上村初恵の妹
- 大都会 闘いの日々 第28話「不法侵入」（1976年、NTV）
- 特捜最前線 第17話「爆破60分前の女」（1977年、東映 / ANB）
- ポーラテレビ小説 / こおろぎ橋（1978年 - 1979年、TBS） - 村岸京子
- 新・座頭市 第3シリーズ 第4話「あした斬る」（1979年、CX）
- 七人の刑事 第60話「オレたちの甲子園」（1979年、TBS）
- 噂の刑事トミーとマツ 第25話「トミー真っ青、マツのお見合い」（1980年 TBS / 大映テレビ） - 藤波まきこ
- 吉宗評判記 暴れん坊将軍 第122話「知るや南のうらみ節」（1980年、ANB・東映） - 安南姫
- 木曜ゴールデンドラマ / 霊感少女 愛と超能力に生きた青春（1980年9月25日、YTV）
- 木曜劇場 「窓を開けますか?」（1980年、CX）
- 銀河テレビ小説「清水みなとストーリー」（1986年、NHK）
- 月影兵庫あばれ旅 第1シリーズ 第3話「蔭で糸引く奴の顔」（1989年、TX・松竹） - 中山みつ
- 火曜サスペンス劇場 / 赤いコートの女（1990年2月27日、NTV）
- 赤かぶ検事の逆転法廷 第10話「検事、トリカブトに狙われる」（1992年、ABC）
- 土曜ワイド劇場 / 西村京太郎トラベルミステリー36「山形新幹線つばさの女」（2002年1月5日、ANB）
- 五瓣の椿（2002年、NHK） - おつや
- 女と愛とミステリー「湯けむり殺人案内　なんにも専務の名推理」（2003年1月8日、TX）
- 八州廻り桑山十兵衛～捕物控ぶらり旅 第5話「十と一つの花嫁の涙」（2007年、EX） - お駒